# موش‌تیغی گوش‌دراز
موش‌تیغی گوش‌دراز(نام علمی: Hylomys megalotis) نام یک گونه از سرده چوب‌موش‌ها است.